# 谢里泽
谢里泽（法語：Chérizet，法語發音：[ʃeʁizɛ]）是法国索恩-卢瓦尔省的一个市镇，属于马孔区。

## 地理
谢里泽（46°31'3"N, 4°34'15"E）面积2.88 平方千米，位于法国勃艮第-弗朗什-孔泰大區索恩-卢瓦尔省，该省份为法国中部省份，北起顺时针与科多尔省、汝拉省、安省、罗讷省、卢瓦尔省、阿列省和涅夫勒省接壤。
与谢里泽接壤的市镇（或旧市镇、城区）包括：萨伊、吉河畔萨洛奈。

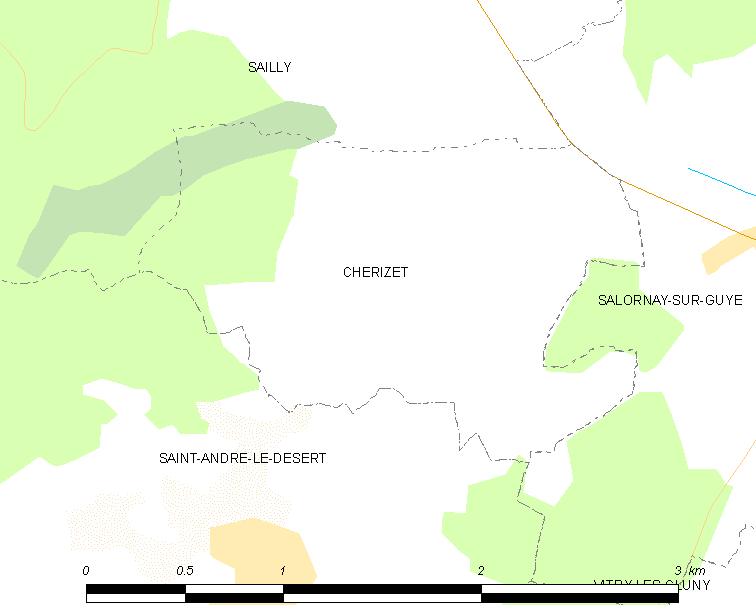
谢里泽的OSM定位图

谢里泽的时区为UTC+01:00、UTC+02:00（夏令时）。

## 行政
谢里泽的邮政编码为71250，INSEE市镇编码为71125。

## 政治
谢里泽所属的省级选区为克吕尼县。

## 人口

1962-2008年间谢里泽人口变化图示

谢里泽于2022年1月1日时的人口数量为19人。